# ディミトロヴグラト
座標: 北緯42度3分 東経25度36分 / 北緯42.050度 東経25.600度

ディミトロヴグラト
Димитровград

ディミトロヴグラト ブルガリア内のディミトロヴグラトの位置

ディミトロヴグラト（ブルガリア語: Димѝтровград）は、ブルガリア・ハスコヴォ州の町。トラキア地域のマリツァ川沿いに位置しており、州都のハスコヴォにも近い。人口は2011年時点で38015人
1947年にブルガリア人民共和国によって造られた計画都市で、都市名はゲオルギ・ディミトロフに由来している。

## 歴史
ディミトロヴグラトは第二次世界大戦後に成立した共産主義国家であるブルガリア人民共和国によって計画された。1947年5月10日に都市建設が始まり、この時の労働力となったのはブルガリア中から集まった若き志願者達であった。同国首相のゲオルギ・ディミトロフが公式に都市設立を宣言したのは同年9月2日であった。当時のこの地にはラコヴスキ、マリウノ、チェルノコヌオヴォという三村が存在したが、これらの村が合併しディミトロヴグラトが成立した。その後も都市建設は続いたが、この都市を作った理由はブルガリアの現代的な産業の中心を作るためであったものの、都市を作る事によってイデオロギーを発現させる事もその狙いであった。尤も第二次世界大戦で東ヨーロッパの都市の多くは破壊されてソビエト連邦をバックに持つ東側諸国が成立したため、新たに建設されたり作り直されたりする都市は珍しくなかった。ディミトロヴグラト初期に出来た建物は所謂スターリン様式であったが、時が経つにつれモダニズム建築も増えてきた。
1970年にはペニオ・ペネフという国の詩の祭典が初めて開催され、これは現在まで続いている。1980年からは2年に一度であるが映画ポスターの祭典も行われるようになった。1987年にはペニオ・ペネフの美術館が開館した。

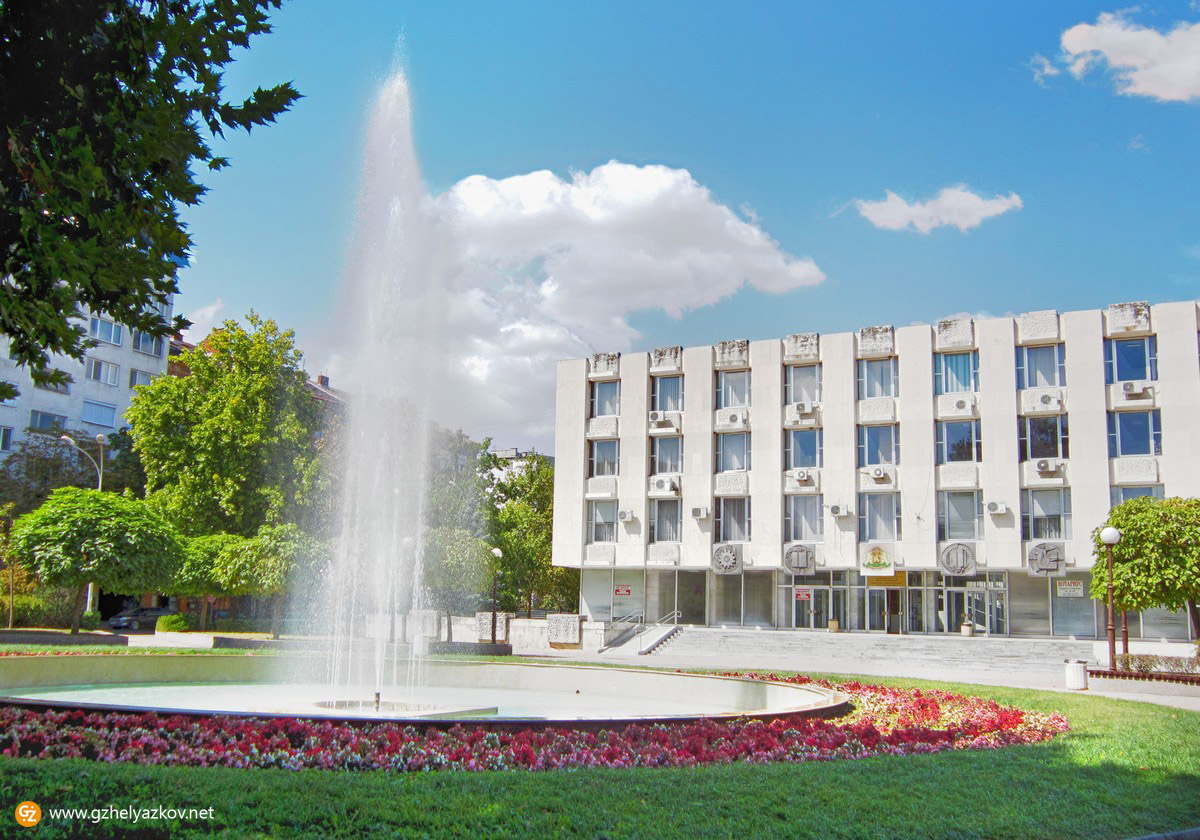
法廷

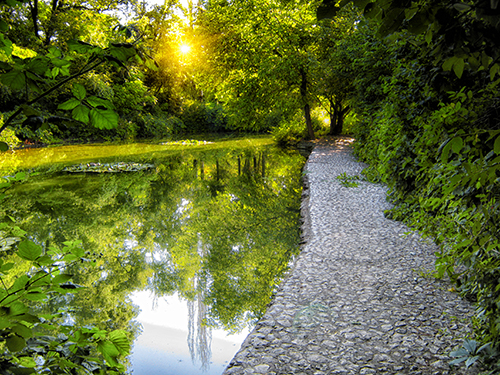
ペニオ・ペネフ公園

ブルガリアでも共産主義政権が崩壊した直後の1992年に、政府はゲオルギ・ディミトロフの像を撤去した。しかしこれは住民に不評であり、2012年に市議会は像の再建設を決定、翌2013年に創られた。

## 観光
ディミトロヴグラトの建築はローマ帝国のそれに近く、広い通りに大きな公園があり、国内でも有数の緑溢れる都市である。大きな公園は3つあり、15個程度の池があり、珍しい樹木や彫刻も多く見られる。

## 人口
設立当初の人口はおよそ34000人。その後、地方からの流入によって人口は増加し、1985年から1992年にかけては人口が5万人に達し、最盛期となった。その後は景気悪化によってソフィアや海外へと人口が流出した。
| 年   | 人口   |
| ---- | ------ |
| 1956 | 34,162 |
| 1965 | 41,816 |
| 1975 | 45,595 |
| 1985 | 53,804 |
| 1992 | 50,677 |
| 2001 | 45,918 |
| 2005 | 42,840 |
| 2007 | 42,372 |
| 2009 | 41,810 |
| 出典 |        |

## 姉妹都市
- ダルハン市
- ディミトロフグラード
- カラマリア
- グロッセート